# Grbavci Donji
Grbavci Donji (cyr. Грбавци Доњи) – wieś w Bośni i Hercegowinie, w Republice Serbskiej, w mieście Zvornik. W 2013 roku liczyła 363 mieszkańców.